# Чорноокі діти

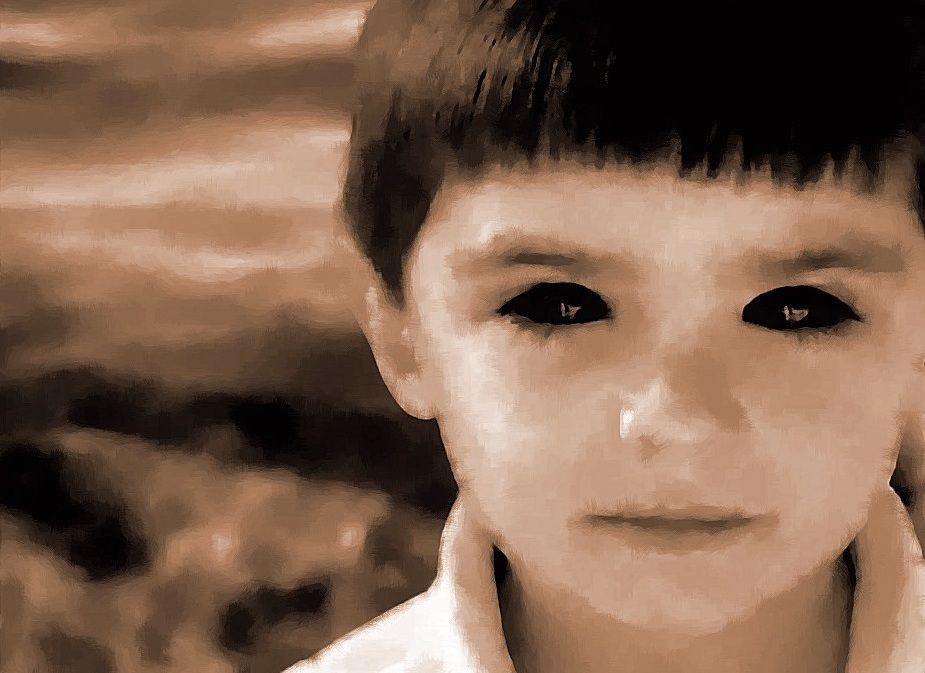
Уявлення художника про чорнооку дитину

Чорноокі діти, згідно з сучасною американською легендою, — це паранормальні істоти, схожі на дітей віком від 6 до 16 років, з блідою шкірою та чорними очима, яких бачать коли вони займаються автостопом чи жебракуванням або зустрічають на порозі будинку.

## Історія
У той час як таблоїди стверджували про цих істот, що казки про чорнооких дітей існують з 1980-х років, більшість джерел вказує, що легенда походить від повідомлень 1996 року, написаних техаським репортером Брайаном Бетеллом у «списку розсилки, пов'язаному з привидами», розповідаючи про нібито дві зустрічі з «чорноокими дітьми». Бетел описує зустріч з двома такими дітьми в Абіліні, штат Техас, у 1996 році, і стверджує, що друга особа мала подібну, не пов'язану з попередньою появу в Портленді, штат Орегон. Історії Бетеля стали розглядатися як класичні приклади кріпі-пасти і набули такої популярності, що він опублікував FAQ, «щоб не відставати від попиту на додаткову інформацію про нову міську легенду». У 2012 році Браян Бетел розповів свою історію в реаліті-серіалі «Монстри і таємниці в Америці». Наступну статтю він написав для Abilene Reporter News, описуючи свій досвід і стверджуючи, що він був законним.
У 2012 році за фінансування Kickstarter був знятий фільм жахів «Чорноокі діти», режисер якого зазначив, що моторошні діти — це «міська легенда, яка вже багато років витає в Інтернеті, я завжди вважав таке захоплюючим». Вважається, що епізод програми MSN Weekly Strange у 2013 році, в якому розповідалося про чорнооких дітей, сприяв поширенню цієї легенди в Інтернеті.
Протягом одного тижня у вересні 2014 року британський таблоїд Daily Star опублікував три сенсаційні статті на перших шпальтах про ймовірне виявлення чорнооких дітей, пов'язане з продажем пабу в графстві Стаффордшир, який нібито мав привидів. Газета стверджувала про «вражаюче зростання кількості спостережень у всьому світі». Мисливці за привидами серйозно сприймають передбачувані появи, деякі з них вважають чорнооких дітей інопланетянами, вампірами чи привидами.
Наукова письменниця Шерон А. Хілл не змогла знайти жодних документів про зустрічі з чорноокими дітьми, дійшовши висновку, що ці казки передаються як історії про привидів «з вуст у вуста». Хілл вважає, що легенда нагадує «типові моторошні фольклорні історії», такі як фантомний чорний собака, де предмет не є надприродним, і, можливо, ніколи не було справжньої оригінальної зустрічі. Snoes оцінює казки про чорнооких дітей як легенду та цитує статтю Інквізитра, яка радила читачам "відводити чорнооких дітей під той самий заголовок, що й «бігфут». Вірте цьому, якщо хочете, але усвідомлюйте, що немає доказів їхнього існування, лише суб'єктивні свідчення, які варіюються від обґрунтованих до підозрілих.